# Jean Pétraliphas
Jean Pétraliphas (en grec : Ἰωάννης Πετραλίφας) est un dignitaire byzantin et gouverneur de la Thessalie et de la Macédoine à la fin du XIIe siècle et au début du XIIIe siècle. Il a le rang élevé de sébastokrator.

## Biographie
Jean est un membre de la famille des Pétraliphas aux origines italo-normandes. Selon l'hagiographie de sa fille, Théodora d'Arta, Jean est marié à une femme prénommée Hélène, issue d'une famille de la noblesse constantinopolitaine. Après avoir été élevé au rang de sébastokrator par l'empereur Isaac II Ange (1185-1195), il devient gouverneur de la Thessalie et de la Macédoine, dans le contexte de la lutte contre le deuxième empire bulgare,. En 1195, il se retourne contre l'empereur et fait partie des principaux conspirateurs qui permettent à Alexis III Ange (1195-1203), le propre frère d'Isaac II, de le renverser et de devenir empereur. Du fait de la forte implantation de la famille des Pétraliphas dans des régions exposées aux assauts des Bulgares et des Valaques, il est possible que Jean Pétraliphas se soit soulevé en raison des difficultés qu'a Isaac II à mater les Bulgares.
Après le sac de Constantinople en 1204 et la disparition de l'Empire byzantin en tant que tel, Jean Pétraliphas rejoint le despotat d'Épire et sa soeur, Maria, épouse le despote Théodore Ier Ange Doukas Comnène. Il meurt probablement entre 1224 et 1230. Selon des historiens comme Donald MacGillivray Nicol ou Demetrios Polemis, il s'agirait du même personnage que le Jean Pétraliphas qui est grand chartulaire de l'Empire de Nicée vers 1237 mais cela paraît peu vraisemblable,.

## Famille
Avec sa femme, Jean Pétraliphas aurait eu de nombreux enfants mais seulement trois connus sont connus par leur nom,:
- Théodore Pétraliphas, qui épouse une fille de Démétrios Tornikès, l'un des principaux ministres de l'empereur Jean III Doukas Vatatzès (1221-1254). Théodore quitte le despotat d'Epire pour l'Empire de Nicée vers 1252-1253 mais revient vers l'Epire peu de temps après[5] ;
- Théodora, qui épouse Michel II Comnène Doukas alors qu'elle est encore jeune, avant d'être canonisée comme Sainte Théodora d'Arta[1] ;
- Maria, d'abord mariée à un membre de la famille Sphrantzès avant de devenir veuve. Le parakoimomène Gabriel Sphrantzès pourrait avoir été l'un de ses fils. Elle pourrait aussi être la Pétraliphaina anonyme mentionnée par Georges Acropolite et qui épouse Alexis Slave, un cousin de Boril, tsar de Bulgarie[6].

## Sources
- (en) Alexander Kazhdan (dir.), Oxford Dictionary of Byzantium, New York et Oxford, Oxford University Press, 1991, 1re éd., 3 tom. (ISBN 978-0-19-504652-6 et 0-19-504652-8, LCCN 90023208)
- (en) Ruth Macrides, George Akropolites: The History, Oxford University Press, 2007 (ISBN 978-0-19-921067-1)
- (en) Alice-Mary Talbot, A Saintly Empress: Saint Theodora of Arta, Holy Women of Byzantium: Ten Saints' Lives in English Translation, 1996 (ISBN 0-88402-241-2), p. 323-333